# Лентикуларна галаксија
Лентикуларна или сочиваста галаксија је галаксија која представља прелазни тип између елиптичних и спиралних галаксија у Хабловој класификационој шеми. Лентикуларне галаксије су галаксије које имају диск (као спиралне) које су потрошиле или изгубиле своју међузвездану материју (што је одлика елиптичних галаксија). Због својих слабо оцртаних спиралних грана, често је тешко разликовати лентикуларне галаксије од елиптичних, ако се посматрају спреда, односно ако нам је окренута њихова предња страна (наличје). Међутим, оне могу да задрже значајно присуство прашине у својим дисковима. Као резултат, оне се састоје углавном од звезда које старе (попут елиптичних галаксија). Упркос морфолошким разликама, лентикуларне и елиптичне галаксије деле заједничка својства као што су спектралне карактеристике и односи скалирања. Обе се могу сматрати галаксијама раног типа које се пасивно развијају, барем у локалном делу свемира. Повезивање галаксија Е са галаксијама S0 даје галаксије ES са дисковима средње величине.
У Хабловом низу лентикуларне галаксије се класификују као S0,SB0, E8
Де Вокулерова класификација додаје типове SA0, SAB0

## Морфологија и структура

### Класификација
Лентикуларне галаксије су јединствене по томе што имају видљиву компоненту диска, као и истакнуту компоненту испупчења. Оне имају много већи однос испупчења и диска од типичних спирала и немају канонску структуру спиралног крака као галаксије касног типа, а ипак могу да имају централну траку. Ова доминација испупчења се може видети у дистрибуцији осе (тј. у односу између посматране мале и велике осе галаксије диска) узорка лентикуларне галаксије. Расподела за лентикуларне галаксије постојано расте у опсегу од 0,25 до 0,85, док је дистрибуција за спирале у суштини равна у том истом опсегу. Већи аксијални односи се могу објаснити посматрањем галаксија са лица диска или узорком сфероидних (у којима доминирају избочине) галаксија. Ако се гледају две галаксије диска са ивице, једну са испупчењем и једну без испупчења, галаксија са истакнутим испупчењем ће имати већи аксијални однос ивице на односу на галаксију без испупчења на основу дефиниције аксијалног односа. Тако ће узорак галаксија диска са истакнутим сфероидним компонентама имати више галаксија при већим аксијалним односима. Чињеница да дистрибуција лентикуларних галаксија расте са повећањем уоченог аксијалног односа имплицира да лентикуларне галаксије доминирају централном компонентом испупчења.
Лентикуларне галаксије се често сматрају слабо схваћеним прелазним стањем између спиралних и елиптичних галаксија, што резултира њиховим средњим положајем у Хабловој секвенци. Ово је резултат тога што лентикулари имају истакнуте компоненте диска и избочине. Ова компонента диска је обично без особина, што онемогућава систем класификације сличан спиралним галаксијама. Пошто је компонента испупчења обично сферна, класификације елиптичних галаксија такође нису погодне. Лентикуларне галаксије су стога подељене у подкласе на основу количине присутне прашине или истакнутости централне пречке. Класе лентикуларних галаксија без пречке су S01, S02, и S03 где бројеви у индексу означавају количину апсорпције прашине у компоненти диска; одговарајуће класе за сочива са централном шипком су S01, S02, и S03.

### Сершикова декомпозиција
Профили површинског сјаја лентикуларних галаксија су добро описани збиром Сершиковог модела за сфероидну компоненту плус модела експоненцијалног опадања (Сершиков индекс n ≈ 1) за диск, а често и треће компоненте за траку. Понекад се примећује скраћивање у профилима површинског осветљења лентикуларних галаксија на ~ 4 дужине скале диска. Ове карактеристике су у складу са општом структуром спиралних галаксија. Међутим, избочена компонента сочива је ближе повезана са елиптичним галаксијама у смислу морфолошке класификације. Овај сфероидни регион, који доминира унутрашњом структуром лентикуларних галаксија, има стрмији профил површинске светлости (Сершиков индекс се обично креће од n = 1 до 4) од компоненте диска. Узорци лентикуларних галаксија разликују се од популације елиптичних галаксија без диска (искључујући мале нуклеарне дискове) кроз анализу профила њихове површинске светлости

### Пруге
Као и спиралне галаксије, лентикуларне галаксије могу имати централну структуру пруга. Док систем класификације нормалних лентикулара зависи од садржаја прашине, лентикуларне галаксије пругама се класификују према истакнутости централне пруге. Галаксије SB01 имају најмање дефинисану структуру шипки и класификоване су само као оне са благо појачаним сјајем површине дуж супротних страна централног испупчења. Истакнутост траке се повећава са бројем индекса, тако да галаксије SB03, попут NGC 1460, имају веома добро дефинисане пруге које се могу протезати кроз прелазни регион између избочине и диска. NGC 1460 је заправо галаксија са једном од највећих шипки које се могу видети међу лентикуларним галаксијама. Нажалост, својства шипки у лентикуларним галаксијама нису детаљно истражена. Разумевање ових својстава, као и разумевање механизма формирања шипки, помогло би да се разјасни историја формирања или еволуције лентикуларних галаксија.

### Избочине у облику кутије
NGC 1375 и NGC 1175 су примери лентикуларних галаксија које имају такозвана испупчења у облику кутије. Класификоване су као SB0 pec. Испупчења у облику кутије се виде у рубним галаксијама, углавном спиралним, али ретко лентикуларним.